# Лесняк Лев Іванович
Лев Іванович Лесняк (Лісняк) — український дипломат. Генеральний консул Української Держави у Тіфлісі.

## Біографія
На службі з 1886 року. Класний чин отримав в 1889 році. Дійсний статський радник з 1913 року.
З 1 березня 1916 року Керуючій Єреванською казенною палатою.
11 листопада 1918 році призначений генеральним консулом Української Держави до Тифлісу (з юрисдикцією у Грузії, Азербайджані та Вірменії).
25 лютого 1921 р., Левко Лесняк дізнавшись про вторгнення більшовицької кінноти в околиці міста. Тижнева оборона завершилася відступом Грузинської армії, перспектив для продовження діяльності українського консульства не залишалося. Левко Лесняк від'їжджав із міста раптово, останнім потягом, не попередивши дружину.
У Батумі він зустрівся з консулом Євгеном Засядьком, який евакуйовувався разом із виконувачем обов'язків секретаря консульства полковником Радцевичем-Плотницьким. Знайшовши завдяки знайомим квиток, він разом із колегами дістався Стамбулу. Там консули жили в нічліжці, без грошей, стояли в черзі з біженцями за безкоштовними харчуванням. Там він був змушений був працювати чорноробом на хуторі.
1 червня 1922 р. посол УНР в Стамбулі Ян Токаржевський-Карашевич, доручив йому виконання обов'язків генерального консула УНР у Стамбулі, з покладанням на нього обов'язків керуючого посольством на час від'їзду посла в Україну.